# Рибесбител
Рибесбител (њем. Ribbesbüttel) општина је у њемачкој савезној држави Доња Саксонија. Једно је од 41 општинског средишта округа Гифхорн. Према процјени из 2010. у општини је живјело 2.165 становника. Посједује регионалну шифру (AGS) 3151022.

## Географски и демографски подаци
Рибесбител се налази у савезној држави Доња Саксонија у округу Гифхорн. Општина се налази на надморској висини од 58 метара. Површина општине износи 24,5 km². У самом мјесту је, према процјени из 2010. године, живјело 2.165 становника. Просјечна густина становништва износи 88 становника/km².